# آندره‌آ کاسارا
آندره‌آ کاسارا (ایتالیایی: Andrea Cassarà؛ زادهٔ ۳ ژانویهٔ ۱۹۸۴) شمشیرباز اهل ایتالیا است.